# Filip Majchrowicz
Filip Majchrowicz (ur. 9 lutego 2000 w Olsztynie) – polski piłkarz występujący na pozycji bramkarza w Radomiaku Radom. Były młodzieżowy reprezentant Polski.

## Kariera klubowa
Przygodę w piłką nożną rozpoczął w rodzimym Stomilu Olsztyn. W latach 2016–2018 grał w drużynie juniorów Polonii Warszawa. W tym czasie przebywał również na testach w RSC Anderlecht.
W 2018 roku przeszedł do Cracovii. Bronił w decydujących spotkaniach Centralnej Ligi Juniorów, w której drużyna „Pasów” wywalczyła wicemistrzostwo Polski 2017/2018. Zarówno w 2018, jak i w sezonie 2018/2019 był też w kadrze drużyny grającej w Ekstraklasie, ale w niej nie zadebiutował. W sezonie 2019/2020 na wypożyczeniu do Resovii rozegrał trzy spotkania w II lidze, natomiast w kolejnym, 2020/2021, zaliczył pięć występów w trzecioligowych rezerwach Cracovii.
Wiosną 2021 przeszedł do pierwszoligowego Radomiaka Radom. W drużynie zadebiutował dopiero po awansie do Ekstraklasy, zachowując czyste konto w meczu 1. kolejki przeciwko Lechowi Poznań (0:0).
W sezonie 2024/2025 był zawodnikiem Górnika Zabrze. W drużynie zadebiutował 25 września 2024 w rozgrywkach Pucharu Polski w przegranym 0:1 meczu z Radomiakiem Radom. Ogólnie w barwach Górnika rozegrał 13 meczów (w tym 1 w Pucharze Polski), zachowując 4 razy czyste konto.
W czerwcu 2025 powrócił do Radomiaka Radom.

## Kariera reprezentacyjna
8 października 2021 zadebiutował w reprezentacji Polski U-21 w wyjazdowym meczu grupy B eliminacji do Mistrzostw Europy U-21 z Węgrami, zakończonym wynikiem 2:2.

## Statystyki
stan na 17 marca 2022
| Klub               | Sezon              | Liga               | Liga  | Liga | Puchar | Puchar | Suma  | Suma | Suma |
| Klub               | Sezon              | Poziom             | Mecze | Gole | Mecze  | Gole   | Mecze | Gole |      |
| ------------------ | ------------------ | ------------------ | ----- | ---- | ------ | ------ | ----- | ---- | ---- |
| Resovia (wyp.)     | 2019/2020          | II liga            | 3     | 0    | 1      | 0      | 4     | 0    |      |
| Cracovia II        | 2020/2021 (j)      | III liga, gr. IV   | 5     | 0    | 0      | 0      | 5     | 0    |      |
| Radomiak Radom     | 2020/2021 (w)      | I liga             | 0     | 0    | 0      | 0      | 0     | 0    |      |
| Radomiak Radom     | 2021/2022          | Ekstraklasa        | 25    | 0    | 0      | 0      | 25    | 0    |      |
| Radomiak Radom     | Łącznie            | Łącznie            | 25    | 0    | 0      | 0      | 25    | 0    |      |
| Łącznie w karierze | Łącznie w karierze | Łącznie w karierze | 33    | 0    | 1      | 0      | 34    | 0    |      |

## Sukcesy

### Cracovia
- Wicemistrzostwo Polski juniorów (CLJ): 2017/2018[3]

### Radomiak Radom
- Mistrzostwo Fortuna 1 Liga: 2020/2021

### Indywidualne
- Młodzieżowiec Miesiąca w Ekstraklasie 2021/2022 (1): listopad 2021[13]